# 1. Fußball-Club Köln 01/07 2004-2005
Questa voce raccoglie le informazioni riguardanti il 1. Fußball-Club Köln 01/07 nelle competizioni ufficiali della stagione 2004-2005.

## Stagione
Nella stagione 2004-2005 il Colonia, allenato da Huub Stevens, concluse il campionato di 2. Bundesliga al 1º posto e fu promosso in Bundesliga. In Coppa di Germania il Colonia fu eliminato al secondo turno dall'Hansa Rostock.

## Rosa
| N. |                           | Ruolo | Calciatore                  |
| -- | ------------------------- | ----- | --------------------------- |
| 2  | Germania (bandiera)       | D     | Carsten Cullmann            |
| 3  | Germania (bandiera)       | D     | Alexander Voigt             |
| 4  | Germania (bandiera)       | D     | Roland Benschneider         |
| 5  | Grecia (bandiera)         | D     | Kōnstantinos Kōnstantinidīs |
| 6  | Zambia (bandiera)         | C     | Andrew Sinkala              |
| 8  | Germania (bandiera)       | A     | Matthias Scherz             |
| 9  | Ungheria (bandiera)       | A     | Attila Tököli               |
| 10 | Germania (bandiera)       | A     | Lukas Podolski              |
| 11 | Germania (bandiera)       | A     | Marius Ebbers               |
| 12 | Germania (bandiera)       | D     | Timo Achenbach              |
| 13 | Italia (bandiera)         | C     | Giovanni Federico           |
| 14 | Rep. del Congo (bandiera) | A     | Rolf-Christel Guié-Mien     |
| 15 | Germania (bandiera)       | C     | Christian Springer          |

| N. |                     | Ruolo | Calciatore              |
| -- | ------------------- | ----- | ----------------------- |
| 16 | Germania (bandiera) | P     | Alexander Bade          |
| 18 | Belgio (bandiera)   | C     | Michael Lejan           |
| 19 | Germania (bandiera) | C     | Albert Streit           |
| 20 | Polonia (bandiera)  | D     | Lukas Sinkiewicz        |
| 21 | Germania (bandiera) | C     | Sebastian Schindzielorz |
| 22 | Germania (bandiera) | C     | Michael Niedrig         |
| 23 | Germania (bandiera) | C     | Markus Feulner          |
| 29 | Germania (bandiera) | A     | Thomas Bröker           |
| 30 | Germania (bandiera) | D     | Christian Lell          |
| 32 | Grecia (bandiera)   | C     | Vasilīs Tsiartas        |
| 33 | Germania (bandiera) | P     | Stefan Wessels          |
| 34 | Germania (bandiera) | C     | Christian Rahn          |
| 35 | Brasile (bandiera)  | D     | Fábio Bilica            |

## Organigramma societario
Area tecnica
- Allenatore: Huub Stevens
- Allenatore in seconda: Holger Gehrke, Jos Luhukay
- Preparatore dei portieri: Peter Greiber, Rolf Herings
- Preparatori atletici:

## Calciomercato

### Sessione estiva
| Acquisti | Acquisti                    | Acquisti          | Acquisti |
| R.       | Nome                        | da                | Modalità |
| -------- | --------------------------- | ----------------- | -------- |
| D        | Timo Achenbach              | Lubecca           |          |
| D        | Roland Benschneider         | Arminia Bielefeld |          |
| A        | Rolf-Christel Guié-Mien     | Friburgo          |          |
| D        | Kōnstantinos Kōnstantinidīs | Hannover 96       |          |
| D        | Christian Lell              | Bayern Monaco     |          |
| A        | Attila Tököli               | Ferencváros       |          |

| Cessioni | Cessioni         | Cessioni             | Cessioni |
| R.       | Nome             | da                   | Modalità |
| -------- | ---------------- | -------------------- | -------- |
| D        | Thomas Cichon    | RW Oberhausen        |          |
| D        | Mustafa Doğan    | Beşiktaş             |          |
| D        | Jörg Heinrich    | Ludwigsfelder        |          |
| A        | Joshua Kennedy   | Dinamo Dresda        |          |
| C        | Florian Kringe   | Borussia Dortmund    |          |
| C        | Dirk Lottner     | Duisburg             |          |
| C        | Evangelos Nessos | Coblenza             |          |
| D        | Oliver Schröder  | Hertha Berlino       |          |
| D        | Moses Sichone    | Alemannia Aquisgrana |          |
| A        | Andrij Voronin   | Bayer Leverkusen     |          |

### Sessione invernale
| Acquisti | Acquisti       | Acquisti | Acquisti |
| R.       | Nome           | da       | Modalità |
| -------- | -------------- | -------- | -------- |
| C        | Christian Rahn | Amburgo  |          |
| D        | Fábio Bilica   | Grêmio   |          |

| Cessioni | Cessioni      | Cessioni            | Cessioni |
| R.       | Nome          | da                  | Modalità |
| -------- | ------------- | ------------------- | -------- |
| C        | Vladan Grujić | Spartak Vladikavkaz |          |

## Risultati

### 2. Bundesliga

#### Girone di andata
| Colonia 8 agosto 2004, ore 15:00 CEST 1ª giornata | Colonia | 0 – 0 referto | Energie Cottbus | RheinEnergieStadion (38 000 spett.)\| Arbitro: \| Kircher \| |
| Arbitro:                                          | Kircher |               |                 |                                                              |

| Arbitro: | Koop |

|                                                  |           |                |
| Schmidt 2’, 66’ Reisinger 38’ Younga-Mouhani 61’ | Marcatori | 3’, 65’ Scherz |

| Arbitro: | Gagelmann |

|                         |           |  |
| Scherz 34’ Podolski 80’ | Marcatori |  |

| Arbitro: | Meyer |

|  |           |             |
|  | Marcatori | 82’ Feulner |

| Arbitro: | Weiner |

|                   |           |                                      |
| Michalke 25’, 78’ | Marcatori | 61’ Cullmann 65’ Podolski 83’ Ebbers |

| Arbitro: | Marks |

|                              |           |                          |
| Ebbers 72’, 82’ Podolski 76’ | Marcatori | 20’ Fröhlich 44’ Beuchel |

| Arbitro: | Sippel |

|                |           |  |
| Diane 40’, 72’ | Marcatori |  |

| Arbitro: | Schößling |

|                        |           |                           |
| Podolski 23’, 51’, 83’ | Marcatori | 10’ Keïta 35’ Rietpietsch |

| Arbitro: | Gräfe |

|                                |           |                          |
| Yildirim 27’ Bilgin 65’ (rig.) | Marcatori | 88’ (rig.), 90’ Podolski |

| Arbitro: | Wagner |

|                       |           |  |
| Podolski 3’ Voigt 39’ | Marcatori |  |

| Arbitro: | Kinhöfer |

|  |           |            |
|  | Marcatori | 69’ Scherz |

| Arbitro: | Schalk |

|                                |           |  |
| Scherz 39’, 45’ Sinkiewicz 78’ | Marcatori |  |

| Arbitro: | Fröhlich |

|             |           |                                        |
| Akonnor 40’ | Marcatori | 50’ Bröker 63’ (rig.) Voigt 90’ Streit |

| Arbitro: | Anklam |

|                  |           |  |
| Voigt 84’ (rig.) | Marcatori |  |

| Treviri 26 novembre 2004, ore 19:00 CET 15ª giornata | Eintracht Treviri | 0 – 0 referto | Colonia | Moselstadion (10 254 spett.)\| Arbitro: \| Keßler \| |
| Arbitro:                                             | Keßler            |               |         |                                                      |

| Arbitro: | Weiner |

|              |           |                |
| Tsiartas 89’ | Marcatori | 72’ Schnetzler |

| Arbitro: | Merk |

|                     |           |  |
| Ahanfouf 75’ (rig.) | Marcatori |  |

#### Girone di ritorno
| Arbitro: | Brych |

|                                             |           |                                                      |
| Baumgart 4’ Mokhtari 19’ (rig.), 83’ (rig.) | Marcatori | 10’, 42’ (rig.), 60’, 67’ (rig.) Podolski 57’ Streit |

| Arbitro: | Rafati |

|                                                                                   |           |               |
| Podolski 3’, 37’ Ebbers 12’ Kōnstantinidīs 28’ Voigt 46’ Scherz 65’, 88’ Lell 82’ | Marcatori | 81’ Reisinger |

| Arbitro: | Albrecht |

|              |           |  |
| van Lent 59’ | Marcatori |  |

| Arbitro: | Gagelmann |

|                         |           |                                 |
| Springer 47’ Ebbers 52’ | Marcatori | 6’ Masmanidis 49’ (aut.) Bilica |

| Arbitro: | Wack |

|              |           |  |
| Podolski 88’ | Marcatori |  |

| Arbitro: | Schmidt |

|                              |           |              |
| Ebbers 25’ Podolski 32’, 35’ | Marcatori | 76’ Thiebaut |

| Arbitro: | Stark |

|  |           |                                         |
|  | Marcatori | 13’ (rig.) Podolski 35’ Rahn 67’ Ebbers |

| Arbitro: | Sippel |

|                   |           |           |
| Fröhlich 76’, 90’ | Marcatori | 66’ Voigt |

| Colonia 20 marzo 2005, ore 15:00 CET 26ª giornata | Colonia | 0 – 0 referto | Rot-Weiss Essen | RheinEnergieStadion (46 500 spett.)\| Arbitro: \| Perl \| |
| Arbitro:                                          | Perl    |               |                 |                                                           |

| Monaco di Baviera 3 aprile 2005, ore 15:00 CEST 27ª giornata | Monaco 1860 | 0 – 0 referto | Colonia | Stadio Olimpico (40 200 spett.)\| Arbitro: \| Kinhöfer \| |
| Arbitro:                                                     | Kinhöfer    |               |         |                                                           |

| Arbitro: | Wagner |

|                                     |           |                       |
| Podolski 24’ (rig.) Scherz 29’, 51’ | Marcatori | 70’ Albertz 79’ Ruman |

| Arbitro: | Schmidt |

|                 |           |  |
| Mikolajczak 74’ | Marcatori |  |

| Arbitro: | Kinhöfer |

|            |           |  |
| Scherz 22’ | Marcatori |  |

| Arbitro: | Stark |

|              |           |                         |
| Juskowiak 1’ | Marcatori | 44’ Springer 66’ Ebbers |

| Arbitro: | Rafati |

|              |           |                             |
| Podolski 68’ | Marcatori | 41’ Peković 85’ Patschinski |

| Arbitro: | Winkmann |

|  |           |            |
|  | Marcatori | 60’ Ebbers |

| Arbitro: | Albrecht |

|                                    |           |  |
| Podolski 49’, 70’, 86’ Sinkala 68’ | Marcatori |  |

### Coppa di Germania
| Arbitro: | Pickel |

|            |           |                            |
| Örtülü 21’ | Marcatori | 2’, 35’, 37’, 81’ Podolski |

| Arbitro: | Albrecht |

|                                             |                      |                                |
| Feulner 27’ Podolski 57’ (rig.) Sinkala 65’ | Marcatori            | 33’ Tjikuzu 38’, 66’ Di Salvo  |
| Podolski Lell Guié-Mien Voigt               | Tiri di rigore 2 – 4 | Madsen Persson Lantz Rydlewicz |

## Statistiche

### Statistiche di squadra
| Competizione      | Punti | In casa | In casa | In casa | In casa | In casa | In casa | In trasferta | In trasferta | In trasferta | In trasferta | In trasferta | In trasferta | Totale | Totale | Totale | Totale | Totale | Totale | DR  |
| Competizione      | Punti | G       | V       | N       | P       | Gf      | Gs      | G            | V            | N            | P            | Gf           | Gs           | G      | V      | N      | P      | Gf     | Gs     | DR  |
| ----------------- | ----- | ------- | ------- | ------- | ------- | ------- | ------- | ------------ | ------------ | ------------ | ------------ | ------------ | ------------ | ------ | ------ | ------ | ------ | ------ | ------ | --- |
| 2. Bundesliga     | 67    | 17      | 12      | 4       | 1       | 38      | 13      | 17           | 8            | 3            | 6            | 24           | 20           | 34     | 20     | 7      | 7      | 62     | 33     | +29 |
| Coppa di Germania | -     | 1       | 0       | 1       | 0       | 3       | 3       | 1            | 1            | 0            | 0            | 4            | 1            | 2      | 1      | 1      | 0      | 7      | 4      | +3  |
| Totale            | 67    | 18      | 12      | 5       | 1       | 41      | 16      | 18           | 9            | 3            | 6            | 28           | 21           | 36     | 21     | 8      | 7      | 69     | 37     | +32 |

### Andamento in campionato
| Giornata  | 1  | 2  | 3  | 4 | 5 | 6 | 7 | 8 | 9 | 10 | 11 | 12 | 13 | 14 | 15 | 16 | 17 | 18 | 19 | 20 | 21 | 22 | 23 | 24 | 25 | 26 | 27 | 28 | 29 | 30 | 31 | 32 | 33 | 34 |
| --------- | -- | -- | -- | - | - | - | - | - | - | -- | -- | -- | -- | -- | -- | -- | -- | -- | -- | -- | -- | -- | -- | -- | -- | -- | -- | -- | -- | -- | -- | -- | -- | -- |
| Luogo     | C  | T  | C  | T | T | C | T | C | T | C  | T  | C  | T  | C  | T  | C  | T  | T  | C  | T  | C  | C  | C  | T  | T  | C  | T  | C  | T  | C  | T  | C  | T  | C  |
| Risultato | N  | P  | V  | V | V | V | P | V | N | V  | V  | V  | V  | V  | N  | N  | P  | V  | V  | P  | N  | V  | V  | V  | P  | N  | N  | V  | P  | V  | V  | P  | V  | V  |
| Posizione | 13 | 16 | 11 | 6 | 2 | 2 | 3 | 2 | 5 | 4  | 2  | 1  | 1  | 1  | 1  | 1  | 2  | 2  | 1  | 2  | 2  | 1  | 2  | 2  | 2  | 2  | 1  | 1  | 2  | 1  | 1  | 2  | 1  | 1  |

Legenda:

Luogo: C = Casa; T = Trasferta. Risultato: V = Vittoria; N = Pareggio; P = Sconfitta.

### Statistiche dei giocatori
| Giocatore         | 2. Bundesliga | 2. Bundesliga | 2. Bundesliga | 2. Bundesliga | Coppa di Germania | Coppa di Germania | Coppa di Germania | Coppa di Germania | Totale   | Totale | Totale      | Totale     |
| Giocatore         | Presenze      | Reti          | Ammonizioni   | Espulsioni    | Presenze          | Reti              | Ammonizioni       | Espulsioni        | Presenze | Reti   | Ammonizioni | Espulsioni |
| ----------------- | ------------- | ------------- | ------------- | ------------- | ----------------- | ----------------- | ----------------- | ----------------- | -------- | ------ | ----------- | ---------- |
| T. Achenbach      | 15            | 0             | 3             | 0             | 0                 | 0                 | 0                 | 0                 | 15       | 0      | 3           | 0          |
| A. Bade           | 27            | 0             | 0             | 0             | 1                 | 0                 | 0                 | 0                 | 28       | 0      | 0           | 0          |
| R. Benschneider   | 12            | 0             | 1             | 1             | 1                 | 0                 | 0                 | 0                 | 13       | 0      | 1           | 1          |
| F. Bilica         | 15            | 0             | 1             | 0             | 0                 | 0                 | 0                 | 0                 | 15       | 0      | 1           | 0          |
| T. Bröker         | 15            | 1             | 2             | 0             | 1                 | 0                 | 0                 | 0                 | 16       | 1      | 2           | 0          |
| C. Cullmann       | 25            | 1             | 3             | 0             | 1                 | 0                 | 0                 | 1                 | 26       | 1      | 3           | 1          |
| M. Ebbers         | 31            | 9             | 1             | 0             | 2                 | 0                 | 0                 | 0                 | 33       | 9      | 1           | 0          |
| G. Federico       | 0             | 0             | 0             | 0             | 0                 | 0                 | 0                 | 0                 | 0        | 0      | 0           | 0          |
| M. Feulner        | 13            | 1             | 0             | 0             | 2                 | 1                 | 0                 | 0                 | 15       | 2      | 0           | 0          |
| V. Grujić         | 1             | 0             | 1             | 0             | 1                 | 0                 | 1                 | 0                 | 2        | 0      | 2           | 0          |
| R. Guié-Mien      | 20            | 0             | 3             | 0             | 1                 | 0                 | 0                 | 0                 | 21       | 0      | 3           | 0          |
| K. Kōnstantinidīs | 14            | 1             | 4             | 1             | 0                 | 0                 | 0                 | 0                 | 14       | 1      | 4           | 1          |
| M. Lejan          | 0             | 0             | 0             | 0             | 0                 | 0                 | 0                 | 0                 | 0        | 0      | 0           | 0          |
| C. Lell           | 16            | 1             | 1             | 0             | 2                 | 0                 | 1                 | 0                 | 18       | 1      | 2           | 0          |
| M. Niedrig        | 2             | 0             | 0             | 0             | 0                 | 0                 | 0                 | 0                 | 2        | 0      | 0           | 0          |
| L. Podolski       | 30            | 24            | 5             | 0             | 2                 | 5                 | 0                 | 0                 | 32       | 29     | 5           | 0          |
| C. Rahn           | 15            | 1             | 3             | 0             | 0                 | 0                 | 0                 | 0                 | 15       | 1      | 3           | 0          |
| M. Scherz         | 33            | 11            | 6             | 0             | 2                 | 0                 | 0                 | 0                 | 35       | 11     | 6           | 0          |
| S. Schindzielorz  | 31            | 0             | 4             | 0             | 1                 | 0                 | 0                 | 0                 | 32       | 0      | 4           | 0          |
| A. Sinkala        | 27            | 1             | 5             | 1             | 2                 | 1                 | 0                 | 0                 | 29       | 2      | 5           | 1          |
| L. Sinkiewicz     | 26            | 1             | 4             | 0             | 2                 | 0                 | 0                 | 0                 | 28       | 1      | 4           | 0          |
| C. Springer       | 23            | 2             | 1             | 0             | 2                 | 0                 | 0                 | 0                 | 25       | 2      | 1           | 0          |
| A. Streit         | 33            | 2             | 8             | 0             | 2                 | 0                 | 0                 | 0                 | 35       | 2      | 8           | 0          |
| V. Tsiartas       | 4             | 1             | 0             | 0             | 0                 | 0                 | 0                 | 0                 | 4        | 1      | 0           | 0          |
| A. Tököli         | 3             | 0             | 1             | 0             | 0                 | 0                 | 0                 | 0                 | 3        | 0      | 1           | 0          |
| A. Voigt          | 33            | 5             | 9             | 0             | 2                 | 0                 | 0                 | 0                 | 35       | 5      | 9           | 0          |
| S. Wessels        | 7             | 0             | 0             | 0             | 1                 | 0                 | 0                 | 0                 | 8        | 0      | 0           | 0          |